# Harry Reems
Herbert Streicher dit Harry Reems, né le 27 août 1947 et mort le 19 mars 2013, est un acteur de films pornographiques américain des années 1970. Il est notamment connu pour avoir été le partenaire de Linda Lovelace dans le film Gorge profonde. Il se retire en 1989.

## Biographie
Harry Reems nait Herbert Streicher le 27 août 1947. Dans les années 1960, il sert brièvement dans les Marines avant d'entamer une carrière d'acteur, principalement dans le théâtre Off-Broadway.
Cherchant un moyen de subvenir à ses besoins, il commence à apparaître, au début des années 1970, dans des petits films pornographiques, communément appelés loops (petits films, souvent de mauvaise qualité, projetés en boucle dans les cabines de vidéoclubs).
Début 1972, Harry Reems est engagé comme assistant de production sur le tournage de Gorge profonde, à Miami ; le réalisateur, Gerard Damiano, n'arrivant pas à compléter son casting lui propose le rôle du Dr Young. Il est payé 250$ pour une journée de tournage.
Son rôle dans Deep Throat vaut à Harry Reems d'être arrêté par le FBI en juillet 1974, et mis en examen à Memphis, en juillet 1975, pour transport inter-étatique de matériel obscène,. La Cour fédérale de district de Memphis était compétente dans cette affaire car le film avait franchi la frontière de l'État pour être projeté à Memphis en février 1974. Il est condamné en avril 1976 avec 11 autres personnes et 4 entreprises.
Sa condamnation est cependant annulée en appel, en avril 1977, au motif que sa participation à la réalisation de Gorge profonde est antérieure à l'arrêt Miller v. California de la cour suprême. La cour n'était donc pas fondée à utiliser le test issu de cet arrêt (Miller test) pour établir ce qui constitue un matériel obscène. Les accusations contre Harry Reems sont abandonnées en août 1977. Dans cette affaire, la défense d'Harry Reems souligne qu'il est le premier américain à être poursuivi uniquement pour être apparu dans un film, et il reçoit un soutien considérable d'acteurs connus, en particulier Jack Nicholson, Warren Beatty, Shirley Maclaine, Richard Dreyfuss, Gregory Peck, Colleen Dewhurst, Rod McKuen, Ben Gazzara, Mike Nichols, Julie Newmar, Dick Cavett, George Plimpton et Stephen Sondheim,. Sa défense était conduite par Alan Dershowitz.
Il essaye esuite de relancer une carrière d'acteur. En 1978, Harry Reems est retenu pour jouer Coach Calhoun dans le film Grease, mais le rôle lui est retiré deux semaines avant le début du tournage, les producteurs craignant que sa notoriété comme acteur de films pornographiques ne réduise les recettes du film dans le sud des États-Unis,. C'est Sid Caesar qui obtient le rôle.
Harry Reems arrête sa carrière d'acteur en 1989, et devient agent immobilier dans l'Utah. Après son mariage avec une femme très croyante, il se convertit au christianisme. Au total, il est apparu dans environ 140 films entre 1971 et 1989, les plus connus étant Gorge profonde (1972) et The Devil in Miss Jones (1973). Il meurt le 19 mars 2013 d'un cancer du pancréas.

## Récompenses
- 1986 : AVN Award Meilleur acteur - Film (Best Actor - Film) pour Trashy Lady

## Filmographie sélective
- Corporate Assets (1987)
- Love Bites (1986)
- Back Door Bride (1986)
- Scandals: Tracey Adams (1986)
- Double Insight for Traci Lords (1985)
- Adorables salopes (1985)
- Educating Mandy (1985)
- Loose Ends (1985)
- Désirs dans l'espace (1985)
- Obsession (1985)
- Ten Little Maidens (1985)
- Trashy Lady (1985)
- Sister Dearest (1984)
- Bel-Ami, l'Emprise des caresses (Bel Ami) (1976)
- Sex wish (1976)
- Justine et Juliette (1975) de Mac Ahlberg
- Linda Lovelace Meets Miss Jones (1975)
- Deep Throat Part II 1974, comme Harry Reams)
- The Devil in Miss Jones (1973, comme Harry Reams)
- Forced Entry (1973, comme Tim Long)
- Gorge profonde (1972) Dr. Young